# 6122 Henrard
A 6122 Henrard (ideiglenes jelöléssel 1987 SW1) a Naprendszer kisbolygóövében található aszteroida. Edward L. G. Bowell fedezte fel 1987. szeptember 21-én.